# Interpump Group
Die Interpump Group ist ein italienischer Hersteller von Hydrauliken (Nebenabtriebe, Zylinder, Ventile) und Hochdruckpumpen.
Bei Hochdruck-Kolbenpumpen ist das Unternehmen nach eigenen Angaben Weltmarktführer. Diese werden unter den Markennamen Pratissoli, Bertoli, NLB Corp und Hammelmann hergestellt.

## Geschichte
Die Interpump Group wurde 1977 in Sant’Ilario d’Enza (Reggio Emilia) von Fulvio Montipò gegründet. In den 1990er Jahren übernahm der Konzern mehrere führende Unternehmen, die professionelle und industrielle Reinigungsmaschinen sowie Elektromotoren herstellen. Im Jahr 1996 wurde die Interpump Group an der Mailänder Börse notiert.
Von 1997 bis 1999 stieg die Interpump-Gruppe durch die Akquisition mehrerer Unternehmen in den Bereich Hydraulikkomponenten ein und wurde damit der weltweit größte Hersteller von Nebenabtrieben (PTO). Im Zuge der Neuausrichtung des Konzerns wurden Unternehmen der Sparten Reinigungsmaschinen und Elektromotoren veräußert. Ab 2015 wurden Firmen mit den Schwerpunkten Hochdruck-Homogenisatoren, Rührwerke, verschiedene Pumpenhersteller und Hersteller von Komponenten für die Fließbehandlung in der Lebensmittel-, Kosmetik- und Pharmaindustrie zugekauft.
Im Bereich Hydraulik wurden 2007 und 2008 mehrere Hersteller von Zylindern erworben. In den Jahren von 2013 bis 2015 wurden die Unterabteilungen Ventile und DCV gegründet und Aktivitäten für Schläuche und Armaturen aufgenommen, die in den folgenden Jahren um flexible Metallschläuche, starr geformte Rohre und komplexe Rohrleitungssysteme erweitert wurden. Im Jahr 2015 übernahm Interpump die Firma Walvoil.

## Tochtergesellschaften
Stand: November 2023
- Interpump Group S.p.A.
  - Pratissoli Pompe
  - Bertoli
  - Mariotti & Pecini
- General Pump Inc.
- Hammelmann GmbH
- Inoxihp S.r.l.
- Inoxpa S.A.
- Macfuge
- NLB Corporation Inc.
- American Mobile Power Inc.
- Avi S.r.l.
- Contarini Leopoldo S.r.l.
- GS-Hydro
- Hydra Dyne Tech
- Hydroven S.r.l.
- I.M.M. Hydraulics S.p.A.
- Interpump Hydraulics S.p.A.
  - HS Penta
  - Modenflex Hydraulics
  - Hydrocar
  - PZB
- Mega Pacific Pty Ltd
- Mega Pacific New Zealand
- Muncie Power Inc.
- Oleodinamica Panni S.r.l.
  - Cover
- Reggiana Riduttori S.r.l.
- Takarada Industria e Comercio Lta
- Tekno Tubi S.r.l.
- Transtecno S.r.l.
- Tubiflex S.p.A.
- Walvoil S.p.A.
  - Hydrocontrol
  - Galtech